# Puma (gyalogsági harcjármű)

A Puma gyalogsági harcjármű, amelyet a német haderő: a Bundeswehr számára fejlesztett ki a KMW és a Rheinmetall közös vállalata a Projekt System Management GmbH. A Marder harcjármű váltótípusának szánt Puma az egyik legjobban védett gyalogsági harcjármű a világon. A Puma Fegyverzete egy 30 milliméteres gépágyúból, egy géppuskából illetve egy kétrakétás Spike LR2 páncéltörő rakéta indítóból áll, amely egy ember-nélküli, távirányítású lövegtoronyban lett elhelyezve. A jármű személyzete 3 fő, ezen felül 6 főt képes szállítani. A jármű páncélzata moduláris: az alappáncélzat ellenáll 14,5×114 mm páncéltörő lövedéknek 200 méterről, a C-páncélcsomaggal felszerelve szemből ellenáll a 30 mm páncéltörő lövedékeknek 500 méterről. A típus egyetlen megrendelője és rendszeresítője egyelőre a Bundeswehr. Ennek oka a viszonylag kis méretű, csupán 6 fős deszanttér, illetve rendszer-integrációs és megbízhatósági problémákról is érkeztek hírek a típussal kapcsolatban. 

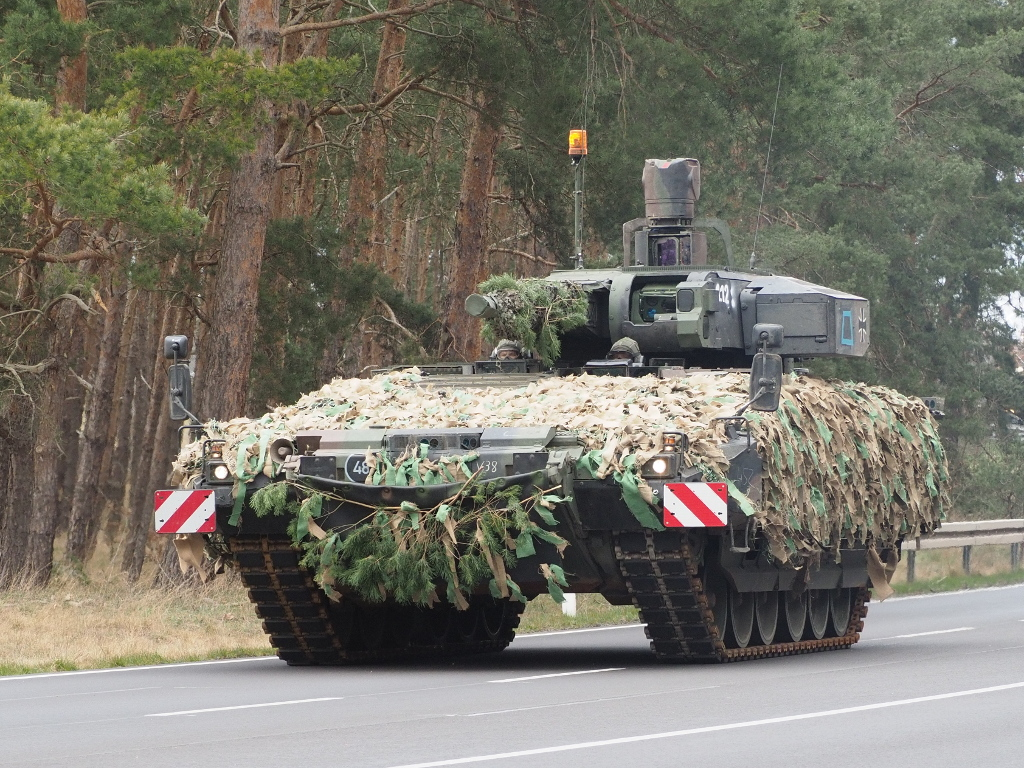
Egy Puma hadgyakorlatra tart éppen
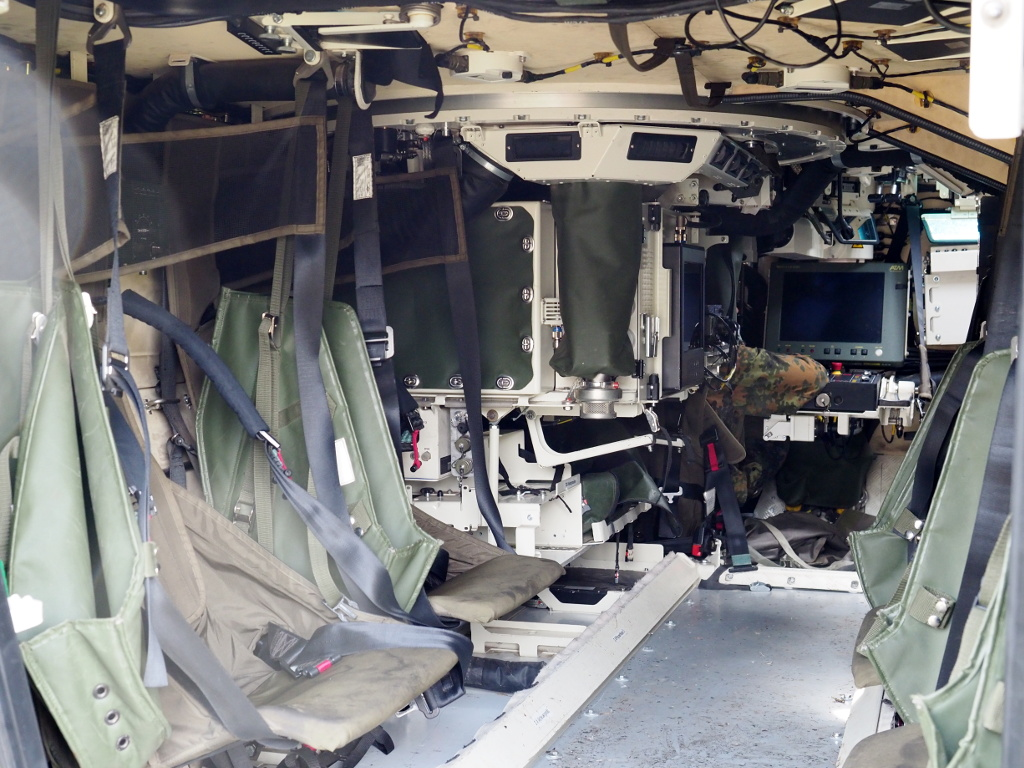
Puma belső tere
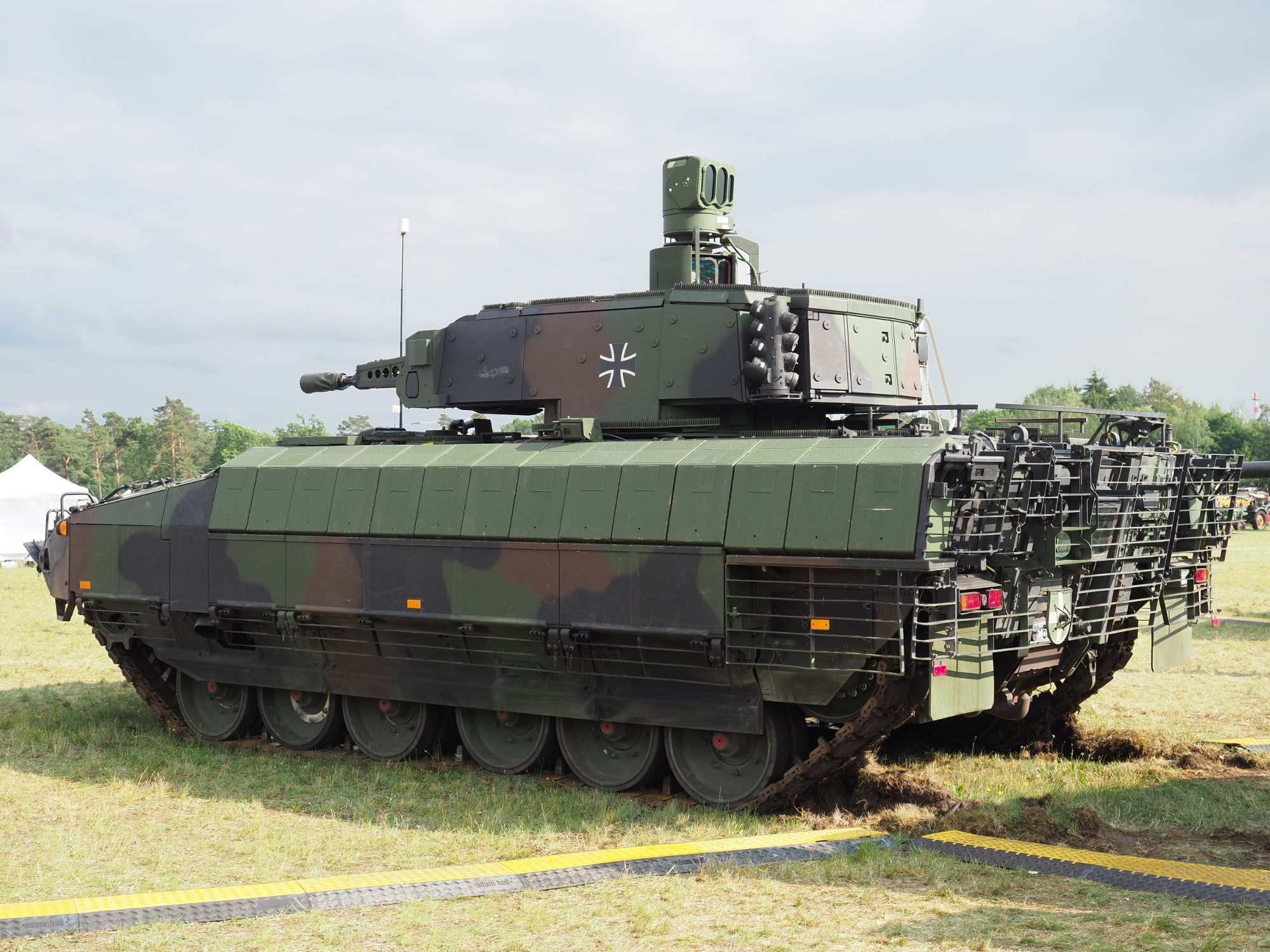
Jól láthatók a puma oldalán az eltérő színű reaktív-páncélkazetták